# Looo
Looo è un cortometraggio d'animazione del 2004 diretto da Bruno Bozzetto. Realizzato con grafica 3D, è una satira del piccolo mondo italiano della grafica 3D al cospetto di un gigante del settore, la statunitense Pixar.

## Trama
Mr. Looo, un commercialista supermuscoloso che indossa un costume da supereroe (richiamo al film Pixar Gli Incredibili del 2004), si presenta sul palcoscenico di un piccolo cinema sgangherato per sostenere un provino per un film in 3D di produzione italiana. Gli esaminatori gli chiedono di muoversi, ballare e recitare "con qualità Pixar", ma Looo non riesce a soddisfare le loro pretese e allora se ne vanno abbandonandolo da solo sul palco. Una lampada (richiamo al logo della Pixar) posta sulla scrivania degli esaminatori scuote la testa, sconsolata.

## Riconoscimenti
Nel 2005 il cortometraggio ha vinto un Nastro d'argento speciale, premio assegnato dal Sindacato nazionale giornalisti cinematografici italiani, per l'animazione.